# Youcef Reguigui
Youcef Reguigui (Arabisch: يوسف رقيقي) (Algiers, 9 januari 1990) is een Algerijns wielrenner die sinds 2025 rijdt voor het Algerijnse Madar Pro Cycling Team.

## Carrière
Hij werd in 2011, 2017 en 2018 Algerijns kampioen op de weg en in 2019 nationaal kampioen tijdrijden bij de elite.
Reguigui nam in 2016 deel aan de wegwedstrijd op de Olympische Spelen in Rio de Janeiro, maar reed deze niet uit. Aanvankelijk zou hij vier dagen later de tijdrit rijden, maar hier startte hij niet.

## Overwinningen
2011
 Algerijns kampioen op de weg, Elite
 Algerijns kampioen op de weg, Beloften
3e etappe Ronde van Algerije
7e etappe Ronde van Burkina Faso
2012
2e etappe Toscana Coppa delle Nazioni
Eindklassement Heydar Aliyev Anniversary Tour
 Algerijns kampioen op de weg, Beloften
2013
 Arabisch kampioen ploegentijdrijden, Elite
(met Fayçal Hamza, Azzedine Lagab, Abdelmalek Madani)
 Arabisch kampioen op de weg, Elite
4e etappe Ronde van Sharjah
2014
3e etappe Ronde van Azerbeidzjan
2015
7e etappe Ronde van Langkawi
Eindklassement Ronde van Langkawi
2017
 Algerijns kampioen op de weg, Elite
2018
2e en 4e etappe Ronde van de Zibans
Puntenklassement Ronde van de Zibans
1e etappe Grote Prijs van Algiers
1e etappe Tour de la Pharmacie Centrale
4e, 5e en 7e etappe Ronde van Algerije
2e, 3e en 4e etappe Ronde van Senegal
 Algerijns kampioen op de weg, Elite
2019
Puntenklassement Ronde van Korea
 Algerijns kampioen tijdrijden, Elite
Challenge du Prince - Trophée de l'Anniversaire
Challenge du Prince - Trophée de la Maison Royale
 Afrikaanse Spelen wegwedstrijd
Puntenklassement Ronde van China II
2e etappe Ronde van Iran
2020
5e etappe La Tropicale Amissa Bongo
2023
3e, 9e en 10e etappe Ronde van Algerije
Grote Prijs van Algiers
Grand Prix de la Famille Royale
Courts Mammouth Classique de l'île Maurice
 Algerijns kampioen tijdrijden, Elite
2024
2e en 4e etappe Ronde van Algerije
2025
9e etappe Ronde van Algerije
Bergklassement Ronde van Algerije

## Resultaten in voornaamste wedstrijden
| Jaar | Ronde van Italië | Ronde van Frankrijk | Ronde van Spanje |
| ---- | ---------------- | ------------------- | ---------------- |
| 2014 |                  |                     |                  |
| 2015 |                  |                     | 134e             |
| 2016 |                  |                     |                  |
| 2017 |                  |                     | opgave           |
| 2023 |                  |                     |                  |

| Jaar | Ronde van Vlaanderen | Amstel Gold Race | Waalse Pijl | Parijs-Tours |  | WK op de weg |
| ---- | -------------------- | ---------------- | ----------- | ------------ |  | ------------ |
| 2014 |                      |                  | opgave      |              |  |              |
| 2015 | opgave               | 120e             | 110e        | opgave       |  |              |
| 2016 |                      | opgave           | opgave      | 132e         |  | opgave       |
| 2017 | opgave               | opgave           |             |              |  |              |
| 2023 |                      |                  |             |              |  | opgave       |

## Ploegen
- 2011 –  Groupement Sportif Pétrolier Algérie
- 2012 –  Groupement Sportif Pétrolier Algérie
- 2013 –  MTN-Qhubeka
- 2014 –  MTN-Qhubeka
- 2015 –  MTN-Qhubeka
- 2016 –  Team Dimension Data
- 2017 –  Team Dimension Data
- 2018 –  Sovac-Natura4Ever
- 2019 –  Terengganu Int. TSG Cycling Team
- 2020 –  Terengganu Int. TSG Cycling Team
- 2021 –  Terengganu Cycling Team
- 2022 –  Terengganu Polygon Cycling Team
- 2023 –  Terengganu Polygon Cycling Team
- 2024 –  Terengganu Cycling Team
- 2025 –  Madar Pro Cycling Team

Ben Youcef · Bennabi · Faid · Lagab · Madani · Reguigui · Salah · Tamarente · Tchambaz
Ben Youcef · Bennabi · Charif · Hannachi · Kessi · Lagab · Lallouchi · Madani · Reguigui · Tamarente · Tchambaz
Ciolek · Debesay · Grmay · Janse van Rensburg · Jim · Konovalovas · Meintjes · Niyonshuti · Pardilla · Potgieter · Reguigui · Reimer · Russom · Sbaragli · Stauff · Tewelde · Thomson · van Niekerk · Venter · Wesemann · van Zyl
Augustyn · Ciolek · Debesay · Dougall · Gerdemann · Grmay · Janse van Rensburg · Jim · Konovalovas · Kudus · Meintjes · Niyonshuti · Pardilla · Potgieter · Reguigui · Reimer · Russom · Sbaragli · Stauff · Teklehaimanot · Tewelde · Thomson · van Niekerk · Venter · Wesemann · van Zyl · Hník (stagiair)
Berhane · Boasson Hagen · Bos · Brammeier · Ciolek · Cummings · Dougall · Farrar · Goss · R.Janse van Rensburg · J.Janse van Rensburg · Jim · Kudus · Meintjes · Niyonshuti · Pauwels · Reguigui · Sbaragli · Stauff · Teklehaimanot · Thomson · van Zyl · Venter · Julius (stagiair)
Antón · Berhane · Boasson Hagen · Bos · Brammeier · Cavendish · Cummings · Debesay · Dougall · Eisel · Farrar · Fraile · Haas · J.Janse van Rensburg · R.Janse van Rensburg · Jim · Kudus · Meyer · Niyonshuti · Pauwels · Reguigui · Renshaw · Sbaragli · Siwtsow · Teklehaimanot · Thomson · Venter · van Zyl · Eyob (stagiair) · Gebreigzabhier (stagiair) · Gibbons (stagiair)
Antón · Berhane · Boasson Hagen · Cavendish · Cummings · Debesay · Dougall · Eisel · Farrar · Fraile · Gibbons · Haas · J. Janse van Rensburg · R. Janse van Rensburg · King · Kudus · Morton · Niyonshuti · O'Connor · Pauwels · Reguigui · Renshaw · Sbaragli · Teklehaimanot · Thomson · Thwaites · Venter · van Zyl · Dlamini (stagiair) · Eyob (stagiair) · Gebreigzabhier (stagiair)
Belmokhtar · Bille · Bouzidi · Deguide · Deriaux · Évrard · Geuens · Hamza · Karrar · Legley · H. Mansouri · I. Mansouri · Mokhtari · Rebellin · Reguigui · Stenuit · Zamparella